# Højstrup Station
 Denne artikel omhandler Højstrup Station på Hornbækbanen. Ike at forveksle med Højstrup station på Odense Letbane.
Højstrup Station er en jernbanestation i bydelen Højstrup i den nordlige del af  Helsingør. Stationen ligger på  Hornbækbanen mellem Helsingør og Gilleleje og betjenes af tog fra Lokaltog.|Højstrup